# Callable obligatie
Een callable obligatie of vervroegd aflosbare obligatie is een obligatie die de uitgever toelaat het recht te behouden om de obligatie terug te kopen voordat de vervaldag bereikt is. Met andere woorden, op de calldatum(s) heeft de uitgever het recht, maar niet de plicht, om de obligatie terug te kopen aan een vooraf bepaalde callprijs. Technisch gezien worden de obligaties niet echt gekocht om dan aan te houden, maar onmiddellijk na de terugkoop geannuleerd.
De callprijs zal meestal boven de nominale waarde of uitgifteprijs liggen. In bepaalde gevallen, vooral in de markt voor obligaties met een hoog rendement (hoog risico), kan er een substantiële callpremie vastgelegd worden.
De uitgever heeft dus een optie waarvoor hij betaalt door een hogere coupon aan te bieden. Als de interestvoeten op de obligatiemarkt naar beneden gaan op het moment dat de obligatie callable is, kan de uitgever zijn schuld herfinancieren aan een lagere interestvoet en zal zo dus gestimuleerd worden om de obligaties te callen. Anders geformuleerd: wanneer de interestvoeten dalen gaat de prijs van de obligaties omhoog; bijgevolg is het voor de uitgever voordelig om de obligatie aan par waarde terug te kopen.
Met een callable obligatie heeft een investeerder het voordeel om van een hogere coupon te genieten dan wanneer de obligate niet callable zou zijn. Anderzijds, wanneer interestvoeten dalen, zal de obligatie waarschijnlijk gecalled worden en kunnen ze enkel aan een lagere interestvoet investeren. Dit is vergelijkbare met het verkopen (schrijven) van een optie – de optieschrijver krijgt vooraf een premie, maar heeft een nadeel wanneer de optie wordt uitgeoefend.
De grootste markt voor callable obligaties is degene voor uitgiftes door overheidsorganisaties. Deze organisaties hebben vaak veel hypotheken en door hypotheek gedekte effecten in handen. In tegenstelling tot andere landen zijn de interestvoeten op hypotheken in de VS meestal vast en kunnen de interestaflossingen op voorhand betaald worden zonder extra kosten. Wanneer interestvoeten dan dalen, zullen veel huizeneigenaars hun lening gaan herfinancieren aan die lagere interesttarieven. Bijgevolg verliezen veel schuldeisers op dat moment waardevolle activa. Door zelf grote hoeveelheden aan callable obligates uit te geven, kunnen ze zich tegen dit risico indekken, aangezien ze dan hun eigen obligaties kunnen callen en hun eigen schuld kunnen herfinancieren aan een lagere interest.
Het prijsgedrag van een callable obligaties is het tegenovergesteld van een puttable obligatie. Aangezien call-opties en put-opties niet mutueel exclusief zijn, kunnen beide optietypes in een obligatie verwerkt worden.

## Prijszetting
Prijs van een callable bond = prijs van een gewone obligatie (zonder call-optie) – prijs van de call-optie
De prijs van een callable obligatie is altijd lager dan de prijs van een gewone obligatie omdat de call-optie een voordeel geeft aan de uitgever.
Het rendement op een callable obligatie is hoger dan het rendement van een gewone obligatie.